# Как по маслу (фильм, 2011)
«Как по маслу» (англ. Butter) — американский комедийный фильм. Мировая премьера прошла 4 сентября 2011 года, в России - 18 октября 2012 года.

## Сюжет
История о девочке, удочерённой в маленьком городке на Среднем Западе, которая открывает в себе талант вырезания скульптур из сливочного масла. На ежегодном местном конкурсе ей придётся посоперничать с амбициозной женщиной, ранее не знавшей конкурентов в этом ремесле.

## В ролях
- Яра Шахиди — Дестини
- Дженнифер Гарнер — Лаура Пиклер
- Тай Баррелл — Боб Пиклер
- Эшли Грин — Кэйтлин Пиклер
- Оливия Уайлд — Брук
- Алисия Сильверстоун — Джилл Эммет
- Роб Кордри
- Хью Джекман — Бойд Болтон
- Кристен Шаал